# Boubacar
Boubacar ist ein in Westafrika gebräuchlicher männlicher Vorname, der auch als Familienname vorkommt.

## Herkunft und Bedeutung
Boubacar ist eine westafrikanische Variante des arabischen Namens Abu Bakr.

## Namensträger

### Vorname
- Boubacar Ba (1935–2013), nigrischer Mathematiker
- Boubacar Barry (* 1979), ivorischer Fußballtorhüter
- Boubacar Barry (* 1996), deutscher Fußballspieler
- Boubacar Boureima (* 1950), nigrischer Maler
- Boubacar Boureima (* 1958), nigrischer Diplomat
- Boubacar Diallo (1906–1965), nigrischer Politiker
- Boubacar Diallo (* 1962), burkinischer Filmemacher, Journalist und Schriftsteller
- Boubacar Diallo (* 1985), guineischer Fußballspieler
- Boubacar Diarra (* 1979), malischer Fußballspieler
- Boubacar Boris Diop (* 1946), senegalesischer Schriftsteller, Journalist und Drehbuchautor
- Boubacar Fofana (* 1989), guineischer Fußballspieler
- Boubacar Fofana (* 1998), französischer Fußballspieler
- Boubacar Hama Beïdi (* 1951), nigrischer Pädagoge, Autor und Politiker
- Boubacar Moussa (* 1932), nigrischer Lehrer und Politiker
- Boubacar Joseph Ndiaye (1922–2009), senegalesischer Kurator und Autor
- Boubacar Sanogo (* 1982), ivorischer Fußballspieler
- Boubacar Traoré (* 1942), malischer Musiker
- Boubacar Toumba (1940–2023), nigrischer Offizier und Politiker

### Mittelname
- Amadou Boubacar Cissé (* 1948), nigrischer Politiker
- Ibrahim Boubacar Keïta (1945–2022), malischer Politiker

### Familienname
- Issoufou Boubacar (* 1990), nigrischer Fußballspieler
- Mansaly Boubacar (* 1988), senegalesischer Fußballspieler
- Samira Awali Boubacar (* 2000), nigrische Sprinterin
- Sidi Mohamed Ould Boubacar (* 1945), mauretanischer Politiker